# Miltogramminae
Sous-famille
Les Miltogramminae sont une sous-famille de diptères brachycères de la famille des Sarcophagidae.

## Liste des tribus
Selon ITIS (25 sept. 2012) :
- tribu des Miltogrammini
- tribu des Paramacronychiini

## Liste des genres et espèces
Selon NCBI (25 sept. 2012) :
- genre Metopia
- genre Miltogramma
  - Miltogramma nuda
- genre Pterella
  - Pterella nigrofasciata
- genre Sphenometopa
  - Sphenometopa claripennis
- genre Taxigramma
  - Taxigramma multipunctata